# Martin Garlieb Sillem

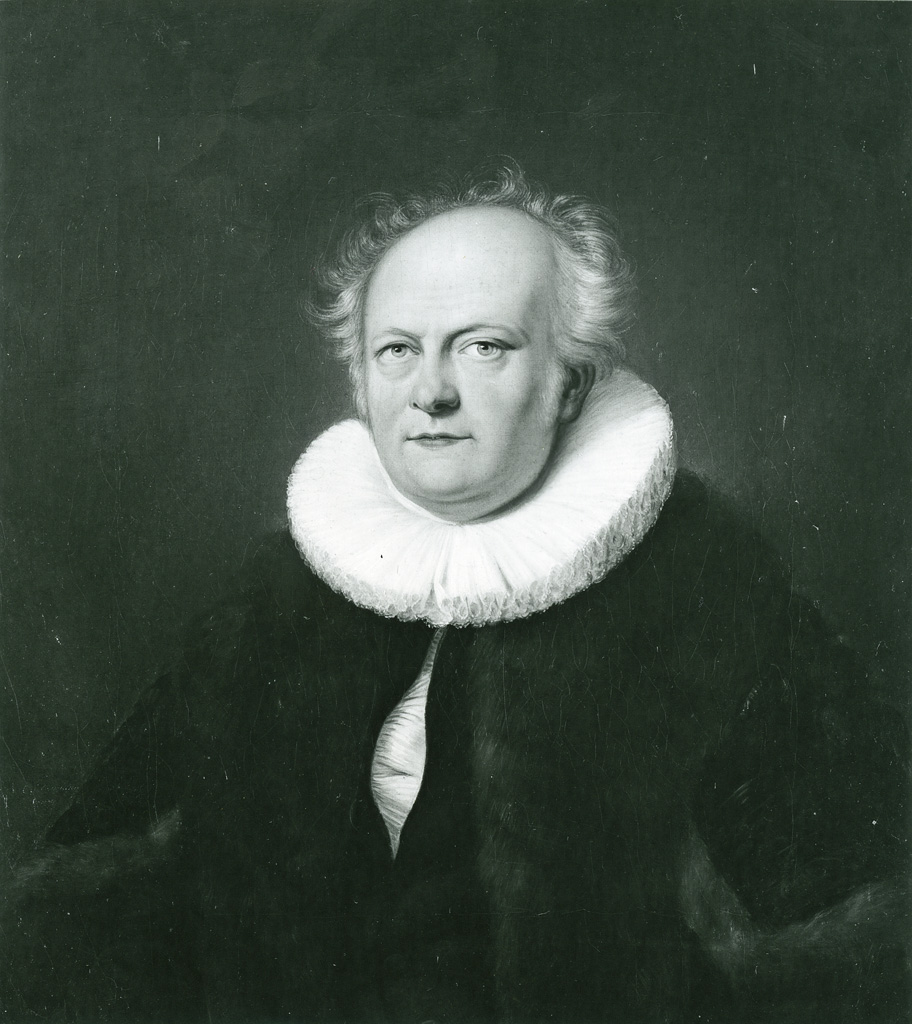
Martin Garlieb Sillem, olieverf

Martin Garlieb Sillem (1769-1835) was een Hamburgs jurist en burgemeester.

## Achtergrond en opleiding
Martin Garlieb behoorde tot de Jacobse tak van het geslacht Sillem. Hij was de kleinzoon van burgemeester Garlieb Sillem. Zijn vader was de jurist  Garlieb II Sillem. Over zijn jeugd is weinig bekend. Zijn biografie begint dus met zijn 14de of 15de levensjaar: zijn vader zond hem naar de handels-school van Johann Georg Büsch. Toen Martin Garlieb zestien jaar was ging hij bij de koopman Johannes Schuback sr. (1732-1817) in de leer. Na zijn leertijd bij Schuback stuurde deze Martin Garlieb naar Portugal, waar destijds veel Hamburgers verbleven, alsook naar Spanje. Ook in Londen deed Martin Garlieb ervaringen op. Hij sprak als gevolg van deze reizen goed zijn talen: Portugees, Spaans en Engels. Eveneens bleek hij een bekwaam handelsman en kundig politicus; teruggekeerd in Hamburg na zijn leertijd in het buitenland trad hij toe tot het gerenommeerde handelshuis van Johannes Schuback en bracht het in de loop der jaren tot compagnon van de oudere eigenaar. Zijn neef, Jérome Sillem (1768 - 1833), stond al op negentienjarige leeftijd aan het hoofd van een eveneens belangrijke firma, 'Mathiessen en Sillem', doordat Jérome's vader aan jicht leed en niet langer in staat was zijn werk te doen. Jérome Sillem en zijn neef Martin Garlieb waren goede vrienden. 

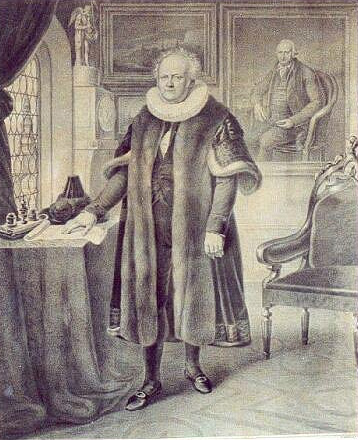
Martin Garlieb Sillem

## Persoonlijk
In 1822 stierf de zoon van de bovengenoemde handelsman Johannes Schuback: Johannes Schuback jr. in zijn 57ste levensjaar op zijn landgoed nabij Plön. Drie jaren later, in 1823, trouwde de tot dan toe vrijgezel Martin Garlieb op 56-jarige leeftijd met diens weduwe Charlotte Dorothea Freiin von Peichlin, de dochter van de Keizerlijke Russische raadgevende minister Philip Detlev Freiherr von Pechlin. Martin Garlieb en zijn vrouw kregen geen kinderen meer, echter zijn echtgenote had reeds twee dochters uit haar eerdere huwelijk met Johannes Schuback jr.
In het jaar 1826 lieten Martin Garlieb en zijn echtgenote Charlotte Dorothea een fraai landhuis bouwen aan de Elbchaussee 322 (323?) te Hamburg. 
Sillem had een uitgebreide bibliotheek met onder meer boeken over geschiedenis en astronomie. Sinds 1820 verzamelde hij schilderijen, waarbij hij een voorkeur had voor Hollandse meesters.

## Franse bezetting van de stad Hamburg
In 1810 bezetten Napoleontische troepen de steden Hamburg, Lübeck, Bremen en het Hertogdom Lauenburg. De Franse keizer annexeerde het nieuw geformeerde departement bij het Franse moederland en maakte van Hamburg de regionale hoofdstad. Door het uitroepen van een blokkade - het Continentaal stelsel - die duurde van 1806 tot 1814 had Napoleon het Engelse schepen al onmogelijk gemaakt continentale havens aan te lopen. Het kwam neer op een embargo van alle Britse producten. Als gevolg daarvan zakten de import- en de exporthandel ineen. Veel kooplieden gingen bankroet. De regionale regering werd door Napoleon afgezet, waarna de nieuwe heersers de lokale bevolking uitbuitten met hoge belastingen, de zaken van contanten beroofden en de zilverreserves van de Hamburgse bank confisqueerden. 
In overleg met hun partners sloten Martin Garlieb en Jérome hun bedrijven in een poging hun bezittingen te redden. Jérome bracht zijn kapitaal over naar Sint-Petersburg waar hij werkte als financieel adviseur van het hof van de Russische tsaar en optrad als vertegenwoordiger van de Brits-Nederlandse handelsfirma Hope & Co te Amsterdam. Martin Garlieb werd hoofd van de Kamer van Koophandel die de Fransen in Hamburg hadden opgericht en voerde een delegatie deskundige vaklieden aan op een tocht naar Dresden, waar hij Napoleon tevergeefs verzocht de geconfisqueerde schatten terug te geven. Hij werd tijdelijk gearresteerd. 

In 1814 versloegen de geallieerde legers de Fransen tijdens de slag bij Waterloo. De keizer werd verbannen naar Sint-Helena (eiland), een eiland in het zuiden van de Atlantische Oceaan, 2800 km ten westen van de Afrikaanse kust, en de bezette gebieden en steden werden bevrijd. Zo ook de Vrije Hanzestad Hamburg.

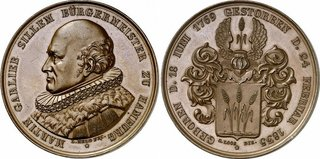
Gedenkpenning bij het overlijden van Martin Garlieb Sillem, omstreeks 1835

 Kort daarop begaf Martin Garlieb zich naar Parijs om terugbetalingen voor zijn stad te vragen. Het resultaat was verre van bevredigend. De kosten van Napoleons oorlogen hadden de Franse staat bijna geruïneerd. Korte tijd later werd Martin Garlieb raadsheer van het nieuwe stadsbestuur. De zaak van Johannes Schuback begon weer op te bloeien. De oudere eigenaar had zich teruggetrokken en introduceerde zijn kleinzoon Johannes Amsinck in het bedrijf.

## Eerste woordvoerende burgemeester van Hamburg
Martin Garlieb bleef aan het hoofd van het handelsbedrijf Johannes Schuback & Söhne tot hij benoemd werd tot eerste woordvoerende burgemeester. Daarna nam de jongere partner de leiding van het handelshuis over. Sillem zou het burgemeestersambt vervullen van 1829 tot aan zijn overlijden in 1831. Martin Garlieb trouwde zoals hierboven vermeld pas op 56-jarige leeftijd en stierf kinderloos in zijn 67ste levensjaar. Zijn neef, Hans Wolder Sillem (1769-1835), jurist en doctor in de medicijnen, had ook geen nakomelingen en overleed op de jonge leeftijd van 39 jaar. Met hem stierf de Jacobse Tak van het geslacht Sillem uit.
Martin Garlieb Sillem werd begraven op 28 februari 1835 om 13:00 's middags op de St. Nicolai begraafplaats te Hamburg.